# Money Honey
Money Honey ist ein von Clyde McPhatter mit den Drifters gesungener Rhythm-&-Blues-Song, der im Jahre 1953 für elf Wochen die Rhythm-&-Blues-Hitparade anführte und zu einem Standard in diesem Musikgenre geworden ist.

## Entstehungsgeschichte
Die Drifters waren ein erst im Jahre 1953 gegründetes Rhythm-&-Blues-Quartett, das im Zeitablauf starken personellen Fluktuationen ausgesetzt war – und dies mit den Namen zu bestätigen schien. Dem Erfolg sollte dies jedoch nicht schaden. Atlantic-Records-Mitgründer Ahmet Ertegün war im New Yorker Birdland der hochstimmige Tenor Clyde McPhatter als Mitglied der Dominoes aufgefallen, die sich von ihm jedoch im Mai 1953 getrennt hatten. Daraufhin bat ihn Ertegün, eine neue Vokalgruppe nach dem Vorbild der Dominoes zusammenzustellen. Aus der ersten Aufnahmesession der Drifters vom 28. Juni 1953 gingen drei zunächst nicht verwertbare Titel hervor, weswegen es zu ersten personellen Veränderungen kam.
Am 9. August 1953 folgte eine zweite Session in der Besetzung Clyde McPhatter (Lead-Tenor), Gerhard „Gay“ Trasher (Tenor), Andrew „Bubba“ Trasher (Bariton) und Willie Ferbee (Bass). Die Instrumentation wurde von der bewährten Atlantic-Sessionband geliefert, nämlich Sam „The Man“ Taylor (Tenorsaxophon), Mickey Baker und Walter Adams (Gitarre) und Jesse Stone (Piano). Produzenten der Session waren erstmals Ahmet Ertegün und Jerry Wexler gemeinsam, Toningenieur war der junge Tom Dowd. Als erster Song wurde The Way I Feel eingespielt, dann folgte das von Jesse Stone komponierte Money Honey. Letzteres verwendete in humorvoller Form das den Blues und Rock & Roll häufig beschäftigende Thema vom knappen Geld. Der Song porträtiert einen geldlosen jungen Mann, dessen Schwierigkeiten bei Vermietern und Freundinnen direkt auf seinen Geldmangel zurückzuführen sind. Er lernt, dass er mit seiner Umgebung nur klarkommen kann, wenn er Geld besitzt. Der Song enthielt Spurenelemente vom Gospel, dennoch war dieser Situationsblues im Popformat gehalten und besaß einen mitsingfähigen Refrain. Gekrönt wird der Titel von einem bemerkenswerten Saxophonsolo Sam Taylors.

## Veröffentlichung

Drifters - Money Honey

Money Honey / The Way I Feel (Atlantic #1006) wurde als Debüt-Single der Drifters im September 1953 veröffentlicht. Nach Veröffentlichung führte sie für elf Wochen die R&B-Charts an und wurde zwei Millionen Mal verkauft, sie wurde damit zum erfolgreichsten Rhythm-&-Blues-Song des Jahres 1953. Die Platte führte in den wichtigsten Zentren der USA die lokalen Hitparaden an. Damit war den Drifters gleich mit ihrer ersten Single der Durchbruch gelungen, der den Beginn einer einzigartigen Plattenkarriere im Rhythm & Blues markieren sollte.

## Coverversionen und Statistik
Money Honey ist insgesamt 35 Mal gecovert worden, darunter befinden sich Fassungen von Elvis Presley (März 1956), Pat Boone (Mai 1957) oder Wanda Jackson (April 1958).